# Viaduc de Montlouis
Le viaduc de Montlouis, construit entre 1843 et 1846, est, avec un autre ouvrage achevé en 1989, un des deux ponts ferroviaires permettant de franchir la Loire dans la commune de Montlouis-sur-Loire (Indre-et-Loire). Il est situé au point kilométrique 225+240 de la ligne de Paris-Austerlitz à Bordeaux-Saint-Jean.

## Histoire
La loi relative à l'établissement des grandes lignes de chemin de fer en France, promulguée le 11 juin 1842, prévoit la construction de plusieurs grandes lignes de chemin de fer, dont l'une relierait Paris à la frontière espagnole par Tours et Bordeaux. La construction d'un pont avec piles en maçonnerie et tablier en bois sur la Loire, à hauteur de Montlouis-sur-Loire, est lancée à la fin du premier semestre 1843, mais l'ingénieur chargé du projet, Romain Morandière, propose un autre projet, plus économique, avec des arches en maçonnerie. Le projet de Romain Morandière est approuvé en août, et servira d'exemple pour d'autres projets de pont ferroviaire. 
Le viaduc est partiellement détruit lors des combats en 1870 et en 1940, avant d'être totalement détruit par les bombardements alliés en 1944. Il est reconstruit en 1946.

## Description
L'ouvrage a une longueur totale de 373 mètres. Il compte onze travées de 24,75 mètres. Depuis sa reconstruction en 1946, il est construit en béton armé, avec un revêtement en pierre.
Il supporte une ligne ferroviaire électrifiée à deux voies, reliant Paris à Bordeaux.